# Trinidad y Tobago en los Juegos Olímpicos de Pekín 2022
Trinidad y Tobago estuvo representado en los Juegos Olímpicos de Pekín 2022 por dos deportistas que competirán en bobsleigh. Responsable del equipo olímpico es el Comité Olímpico de Trinidad y Tobago, así como las federaciones deportivas nacionales de cada deporte con participación.
Los portadores de la bandera en la ceremonia de apertura fueron el piloto de bobsleigh Andre Marcano. El equipo olímpico de Trinidad y Tobago no obtuvo ninguna medalla en estos Juegos.